# Anthophora asiatica
Anthophora asiatica är en biart som beskrevs av Morawitz 1880. Anthophora asiatica ingår i släktet pälsbin, och familjen långtungebin. Inga underarter finns listade i Catalogue of Life.